# Осима, Хироми
Хи́роми Оси́ма (яп. 大島 浩美; 6 января 1980 года, Токио, Япония) — японская фотомодель и актриса

. Была Playmate мужского журнала «Playboy» в июне 2004 года.

## Биография
Хироми Осима родилась 6 января 1980 года в Токио, Япония. В 2003 году во время отпуска во Флориде, США, она была замечена фотографом журнала «Playboy» и приглашена на съёмки. Так началась её карьера фотомодели. В 2011 году она участвовала в рекламной кампании «Virgin America».
Хироми Осима живёт в Лос-Анджелесе, где сейчас работает в качестве профессионального фото-стилиста и является одним из членов танцевальной труппы «The Playmate Dancers». Труппа состоит полностью из бывших Playmates.
Осима появилась в музыкальных клипах Нелли «Shake Ya Tailfeather» и Бейонсе и Леди Гага для сингла «Telephone». Она также появилась в нескольких эпизодах реалити-шоу «The Girls Next Door» на канале «E!». В 2008 году исполнила роль самой себя в кинофильме «Мальчикам это нравится», а в 2009 в фильме «Ведьмина гора». Осима также появлялась в комедийных сериалах «Сообщество» и «Дела с идиотами».
Появления в календарях Playboy:
- Playboy’s 2005 Playmate Calendar — Август 2005
- Playboy’s 2006 Playmate Calendar — Июль 2006

## Фильмография
| Год  |    | Русское название                  | Оригинальное название                 | Роль                     |
| ---- | -- | --------------------------------- | ------------------------------------- | ------------------------ |
| 2008 | в  | Мальчишник 2: Последнее искушение | Bachelor Party 2: The Last Temptation | девушка                  |
| 2009 | ф  | Ведьмина гора                     | Race to Witch Mountain                | женщина-чужой №1         |
| 2010 | с  | Сообщество                        | Community                             | девушка из другой группы |
| 2010 | тф | Телефон                           | Telephone                             | обнаженная девушка       |
| 2013 | ф  | Дела с идиотами                   | Dealin' with Idiots                   | Андреа                   |